# Walter Schönbrunn
Walter August Otto Schönbrunn (* 27. September 1889 in Breslau; † 2. Dezember 1960 in Lübeck) war ein deutscher Germanist, Altphilologe und Pädagoge. Er gilt als einer der ersten modernen Literaturdidaktiker.

## Leben
Walter Schönbrunn war Sohn des Gymnasiallehrers Otto Schönbrunn. Er wuchs in Glogau auf und besuchte hier das Königliche Evangelische Gymnasium zu Groß-Glogau bis zum Abitur Ostern 1908. Anschließend studierte er Germanistik, Altphilologie und Mathematik an den Universitäten Heidelberg, Leipzig und Greifswald. In Greifswald wurde er 1911 mit einer von Gustav Ehrismann betreuten Dissertation zum Dr. phil. promoviert. Nach seinem Examen trat er im Herbst 1912 als Referendar in den höheren Schuldienst Preußens und kam an das Städtische Gymnasium in Liegnitz. Zum 1. April 1914 erhielt er die Anstellungsfähigkeit.
Mit Beginn des Ersten Weltkriegs meldete er sich als Freiwilliger und diente zunächst beim 2. Niederschlesischen Feldartillerie-Regiment Nr. 41, dann beim 5. Niederschlesischen Infanterie-Regiment Nr. 154. Ab November 1915 war Schönbrunn Leutnant der Reserve. Für seine Leistungen erhielt er beide Klassen den Eisernen Kreuzes, des Braunschweiger Kriegsverdienstkreuzes sowie das Verwundetenabzeichen und im August 1918 das Ritterkreuz des Königlichen Hausordens von Hohenzollern mit Schwertern.
Ab Oktober 1918 war er Oberlehrer am Reformrealgymnasium in Berlin-Zehlendorf. Er unterstützte die Weimarer Republik, gehörte dem Bund Entschiedener Schulreformer an und war ein enger Freund von Adolf Grimme. 1928 wurde er zum Oberstudiendirektor am Sophien-Gymnasium befördert. Schon zum 1. April 1929 wechselte er in gleicher Funktion an das Prinz-Heinrichs-Gymnasium (PHG) in Berlin-Schöneberg.
Über seine Leitungsaufgaben hinaus war Schönbrunn publizistisch engagiert. 1929 erschien sein programmatischer, alarmierender und sofort heftig diskutierter Aufsatz Die Not des Literaturunterrichts in der großstädtischen Schule Darin beschrieb er die Götterdämmerung, die über unsere liebsten Dichterwerke hineinbreche, und setzte sich für eine Behandlung moderner Literatur ein. In der folgenden lebhaften Debatte wurde er von Vertretern eines konservativen, Klassiker-zentrierten Deutschunterrichts heftig kritisiert. In einem weiteren Aufsatz forderte er 1930 eine Demokratisch-republikanische Erziehung. Der nationalsozialistische Gauleiter Wilhelm Kube, dessen zwei Söhne Schüler der Anstalt waren, warf ihm daraufhin 1933 fanatischen Hass gegen Adolf Hitler und sein Werk vor sowie das PHG zu einer Stätte wüster schwarz-rot-goldener Parteidemagogie gemacht zu haben.
Nach der Machtübernahme der Nationalsozialisten wurde er zum 8. Juli 1933 durch Kube, inzwischen Oberpräsident, beurlaubt. Ab November 1934 wurde er, herabgestuft zum Studienrat, an der Oberschule für Mädchen in Berlin-Lankwitz, der heutigen Beethoven-Oberschule, eingestellt.
Im Kontext seines am 30. Juni 1950 positiv beschiedenen Antrags „auf Anerkennung als Wiedergutmachungsberechtigter“ berichtete Schönbrunn über seinen weiteren Werdegang: „Nach dem Zusammenbruch wurde ich am 1.7.45 wieder zum Oberstudiendirektor ernannt und übernahm die Leitung der Oberschule in Berlin-Wannsee. Am 15.3.48 wurde ich durch Verfügung der Landesregierung in die Regierung nach Kiel berufen […]“ (LASH Abt. 761 Nr. 7603). Vor seiner Übersiedlung nach Kiel wirkte Schönbrunn in der Deutsch-Kommission mit, die die „Aufgabe und Lehrziele“ des Deutschunterrichts im Rahmen der 1946 veröffentlichten Lehrpläne der Sowjetischen Besatzungszone (SBZ) erarbeitete. Parallel zu dieser Arbeit brach er 1948 in der neuen Zeitschrift „Deutschunterricht“ eine Lanze für die Berücksichtigung des Mittelhochdeutschen im Oberstufenunterricht. In Schleswig-Holstein war er zunächst als Schulrat im Kultusministerium in Kiel für den Aufbau des demokratischen Schulwesens zuständig. 1949 wechselte er als Direktor an das Katharineum zu Lübeck. Hier blieb er bis zu seiner Pensionierung 1956.

## Werke
- Die Romantiker als Literarhistoriker und ihre Vorläufer. Glogau: Wildner 1911; zugl. Greifswald, Phil. Diss. v. 5. Aug. 1911.
- Erziehung zum kritischen Denken bei der Lektüre lateinischer Klassiker (Cicero's 1. Catilinarische Rede). Berlin: Verlag Neues Vaterland, E. Berger & Co. 1921 (Die Praxis der entschiedenen Schulreform; H. 2)
- Das Erlebnis der Dichtung in der Schule. Berlin: Schwetschke 1921, 2. verm. Aufl. 1924.
- Jugendwandern als Reifung zur Kultur. Berlin: Hensel & Co. 1927.[16]
- Deutsches Schrifttum im Mittelalter. Leipzig: Quelle & Meyer 1927.
- Weckung der Jugend: moderner Deutschunterricht. Diesterweg 1930.
- Der Einzelne und der Staat in Deutschland. Bielefeld: Velhagen & Klasing 1931.
- Die Behandlung von Schillers „Wilhelm Tell“ im Unterricht. Berlin: Volk und Wissen 1946.
- Goethe zwischen gestern und morgen. Lübeck & Hamburg: Matthiesen [1965].